# الخط الزمني للصراع الفلسطيني الإسرائيلي (2015)
تم تقسيم هذه القائمة لتسهيل الأمر:
- الخط الزمني للصراع الفلسطيني الإسرائيلي (يناير إلى يونيو 2015)
- الخط الزمني للصراع الفلسطيني الإسرائيلي (يوليو إلى ديسمبر 2015)